# Тутельян, Алексей Викторович
Алексей Викторович Тутельян (род. 3 августа 1965 года, Москва, РСФСР, СССР) — российский иммунолог, специалист в области клинической иммунологии, член-корреспондент РАН (2016).
Отец — советский и российский учёный по проблемам питания, академик РАМН и РАН В. А. Тутельян (род. 1942).

## Биография
Родился 3 августа 1965 года в Москве.
В 1988 году — окончил санитарно-гигиенический факультет Первого Московского медицинского института имени И. М. Сеченова.
С 1988 по 2011 годы — работал в ЦНИИ эпидемиологии, где прошел путь от стажера-исследователя до заведующего лабораторией.
В 1993 году защитил кандидатскую, а в 2004 году — докторскую диссертации, посвященные вопросам пептидной регуляции иммунного ответа.
С 2011 года — руководитель отдела молекулярной иммунологии, инфектологии и фармакотерапии ННКЦ ДГОИ имени Дмитрия Рогачева.
В 2016 году — избран членом-корреспондентом РАН.

## Научная деятельность
Специалист в области клинической иммунологии.
Ведет исследования в области изучения молекулярных и клеточных механизмов формирования резистентности инфекционных возбудителей к антибиотикам и дезинфицирующим средствам.
Автор более 150 научных работ, из них 2 монографий, 1 учебного пособия, более 30 публикаций в журналах, включенных в международные базы цитирования, и 4 авторских свидетельств и патентов.
Член правления российского научного общества иммунологов, член редколлегий журналов «Аллергология и иммунология», «Эпидемиология и инфекционные болезни. Актуальные вопросы» и «Вопросы вирусологии», эксперт РАН.

## Награды
- Орден Пирогова (5 февраля 2024 года) — за большой вклад в развитие отечественной науки, многолетнюю плодотворную деятельность и в связи с 300-летием со дня основания Российской академии наук[2]
- Премия Правительства Российской Федерации в области науки и техники (в составе группы, за 1999 год) — за разработку пептидного препарата «имунофан» и его практическое применение в патогенетической терапии[3]